# Галлатін (Нью-Йорк)
Галлатін (англ. Gallatin) — місто (англ. town) в США, в окрузі Колумбія штату Нью-Йорк. Населення — 1628 осіб (2020).

## Демографія
Згідно з переписом 2010 року, у місті мешкало 1668 осіб у 704 домогосподарствах у складі 473 родин. Було 1035 помешкань
Расовий склад населення:
| - 97,2 % — білих - 0,7 % — чорних або афроамериканців - 0,4 % — азіатів - 0,2 % — корінних американців |

До двох чи більше рас належало 1,1 %. Частка іспаномовних становила 3,6 % від усіх жителів.
За віковим діапазоном населення розподілялося таким чином: 17,5 % — особи молодші 18 років, 65,6 % — особи у віці 18—64 років, 16,9 % — особи у віці 65 років та старші. Медіана віку мешканця становила 46,1 року. На 100 осіб жіночої статі у місті припадало 105,7 чоловіків;  на 100 жінок у віці від 18 років та старших — 106,6 чоловіків також старших 18 років.
Середній дохід на одне домашнє господарство  становив 92 041 долар США (медіана — 71 250), а середній дохід на одну сім'ю — 107 018 доларів (медіана — 80 833). Медіана доходів становила 65 250 доларів для чоловіків та 40 431 долар для жінок. За межею бідності перебувало 9,7 % осіб, у тому числі 15,2 % дітей у віці до 18 років та 6,7 % осіб у віці 65 років та старших.
Цивільне працевлаштоване населення становило 785 осіб. Основні галузі зайнятості: освіта, охорона здоров'я та соціальна допомога — 31,6 %, будівництво — 11,2 %, роздрібна торгівля — 9,7 %, науковці, спеціалісти, менеджери — 8,5 %.